# Школа Сюрикен
«Школа Сюрикен» (англ. Shuriken School) — французько-іспанський мультсеріал, що виходив з 20 серпня 2006 по 22 грудня 2007. Створений компанією Xilam Animation та Zinkia Entertainment разом з France 3 і Jetix Europe.

## Сюжет
Мультсеріал розповідає про надзвичайні пригоди Ейзана Кабураґі та його друзів під час їхнього першого року навчання в школі ніндзя. Уроки набувають нового виміру, оскільки дітям показують, як танути на стінах, зникати в хмарі диму та літати над дахами.

## Персонажі

### Основні
Ейзан Кабураґі — 10- річний учень школи Сюрикен. Він розумний, працьовитий і прагне до навчання. Його мрія дитинства — стати ніндзя. Натякають, що Ейзан закоханий в Окуні. Його зброя — зелена пластикова лінійка.
Окуні Доган — 11-річна учениця школи Сюрикен. Найбільш старанна зі своєї групи. Вона часто наводить приклади з важливих уроків, володіє чудовими дедуктивними навичками та талантом орігамі, а її зброєю є скакалка.
Джиммі Б. — 11-річний учень школи Сюрікен. Джиммі походить із нью-йоркської родини, але проводив час зі своєю реп-групою, розвинувши справжній талант до брейк-дансу. Батьки відправляють його в Токірогаму до тітки і дядька. До того, як прийти до школи Сюрикен, він відвідував школу Катана, але був виключений через тиждень. Його зброя — скейтборд.
Нобунаґа — він походить із довгої лінії вправних борців сумо, й одягається відповідно. Він користується достатньою повагою серед однолітків, а його розмір і сила роблять його грізним суперником.
Тецуо Мацура — запеклий другокурсник, який з презирством дивиться на всіх першокурсників. Він вправний ніндзя, але його гнів не дає йому просуватися далі. За ним постійно стежить його безглуздий лакей Йота.
Йота Суґімура — незмінний лакей Тецуо. У нього мало індивідуальності, часто він успадковує особистість людини, з якою спілкується. Йота надзвичайно незграбний, але за іронією долі добре вміє крастися.

## Озвучування
Нейтан Кресс — Ейзан
Джессіка Ді Чікко — Окуні, Амі
Кімберлі Брукс — Джиммі, Нобунаґа, мати Ейзана
Моріс ЛаМанш — Наґіната

## Фільм
Анімаційний фільм під назвою «Школа Сюрикен: Секрет ніндзя» був створений Xilam. Показ відбувся 21 грудня 2007 року на Disney Channel Asia.